# Бек, Леони
Леони Антония Бек (нем. Leonie Antonia Beck; род. 27 мая 1997[…], Аугсбург, Бавария[…]) — немецкая пловчиха, трёхкратная чемпионка мира, трёхкратная чемпионка Европы. Участница летних Олимпийских игр 2016 и 2020 годов. Специализируется в плавании на открытой воде. Спортсменка года Вюрцбурга 2013, 2015, 2017.

## Биография
Леони Бек родилась 27 мая 1997 года в городе Аугсбурге, в Германии. Выступает за плавательный клуб Würzburg 05 e.V.
В 2016 году приняла участие в Олимпийских играх в Бразилии. Плыла дистанцию 800 метров вольным стилем, показала только 25-й результат.
В 2017 году Бек выиграла общий зачет Кубка Европы на открытой воде. В этой же дисциплине она прошла квалификацию на летние Олимпийские игры в Токио.
На чемпионате мира в 2019 году в Кванджу она завоевала бронзовую медаль на дистанции 5 км. На Олимпийских играх 2020 года в Токио она заняла 5-е место в 10-километровом заплыве.  
На чемпионате мира 2022 года в Будапеште в рамках соревнований на открытой воде Бек стала чемпионкой мира в эстафете 4х1,5 км и заняла второе место на дистанции 10 км на открытой воде. На чемпионате Европы в Риме, который состоялся чуть менее месяца спустя, она преодолела 10-километровую дистанцию первой, став чемпионкой Европы. 
На чемпионате планеты 2023 года в японской Фукуоке она завоевала две золотые медали на отдельных дистанциях 5 и 10 километров на открытой воде. По результатам соревнований Леони квалифицировалась на летние Олимпийские игры 2024 года.
В июне 2024 года на чемпионате Европы в Белграде выиграла золотые медали на дистанциях 5 и 10 км на открытой воде.